# Tân Yên
Tân Yên is een district in de Vietnamese provincie Bắc Giang. Het ligt in het noordoosten van Vietnam. Het noordoosten van Vietnam wordt ook wel Vùng Đông Bắc genoemd.
De totale oppervlakte van Tân Yên bedraagt 203,74 km² en Tân Yên heeft ruim 161.000 inwoners. De hoofdplaats van het district is thị trấn Cao Thượng